# ゲームセンターCX 有野の挑戦状 1+2 REPLAY
『ゲームセンターCX 有野の挑戦状 1+2 REPLAY』（ゲームセンターシーエックス ありののちょうせんじょう ワンツーリプレイ）は、2024年2月22日にバンダイナムコエンターテインメントより発売されたNintendo Switch用ソフト。フジテレビCS放送・フジテレビONEで放送の番組『ゲームセンターCX』の生誕20周年記念の企画から誕生したゲームである。開発元はインディーズゼロ（協力：MUTAN）。

## 概要
2007年および2009年にニンテンドーDSにて発売された『ゲームセンターCX 有野の挑戦状』および『ゲームセンターCX 有野の挑戦状2』の2作品を、Nintendo Switch向けにアレンジ、リマスター化してカップリング移植したコレクション作品。第27シーズン番組内のコーナー『ゲームセンターCX ゲーム化計画2023』にて詳細が発表された。
ゲーム全体の高画質化に加え、本作独自の新要素も追加されている。

## 収録タイトル
基本内容はDS版と同様だが、難易度の調整等が施された作品もある。詳細は各タイトルを参照。
- ゲームセンターCX 有野の挑戦状
  - 収録ゲーム
    - コズミックゲート
    - からくり忍者ハグルマン
    - ラリーキング
    - スタープリンス
    - ラリーキングSP
    - からくり忍者ハグルマン2
    - ガディアクエスト
    - からくり忍者ハグルマン3
- ゲームセンターCX 有野の挑戦状2
  - 収録ゲーム（部屋）
    - ウィズマン
    - 無敵拳カンフー
    - デーモンリターンズ
    - 課長は名探偵・前編&後編
    - ガンデュエル
    - トリオトス
    - ガディアクエストサーガ
    - スーパーデーモンリターンズ

  - 収録ゲーム（ゲームショップ）
    - コズミックゲート MASA-X版
    - からくり忍者ハグルマン 小梅版
    - ラリーキングex
    - スタープリンスSA
    - トリオトスDX

  - その他のゲーム
    - ゲームトレーニングツール くぐれ!ギリジャンMAX

### ニンテンドーDS版からの主な変更点
両タイトル共通
- 「メモ帳」機能の削除。
- ハードの変更に伴い、ニンテンドーDSのタッチパネルを使用した操作は、全てボタン操作によるものに変更されている。
- ゲーム画面の画角を「有野少年らと共にテレビ画面を覗く（大小2種類）」「ゲーム画面のみ」の3種類から選べるようになった。トップメニューの「ゲーム設定」から選択するか、もしくはゲームプレイ中にZLボタン+ZRボタンを押すことで開ける「環境設定」でいつでも変更可能。
有野少年のボイスの有無もここで設定できる。

有野の挑戦状
- 挑戦状の一部内容が海外版準拠となり、難易度が下がっている。
- 『2』から実装していた「挑戦ギブアップ」の機能が追加。「雑談する」から「アリーノーにねんを…」というコマンドを選択することでアリーノーに念を送り、挑戦をギブアップさせて貰うように頼むことができる。ただし『2』と同様、一度ギブアップした挑戦は二度と挑戦できなくなる。
- DS版では「最後の挑戦」出現後は有野少年との雑談ができなくなっていたが、上述のギブアップ機能の追加に伴い「最後の挑戦」以降も雑談が可能になった（内容はランダム）。

有野の挑戦状2
- 『ゲームファンマガジン』の「銀はがし」は、該当ページでXボタンを押した後、スティック（十字ボタン）による操作で行う。

## スペシャルコンテンツ
初期状態はどれも選択できず、本編のストーリーモードを進めると解放されていく。
新要素を取り入れた特別なゲームがプレイできる。

### 炎の格闘サラリーマン ヤッタロー（ベルトスクロールアクションアドベンチャーゲーム）
「ゲームコンピューター末期の1993年に発売された幻のソフト」という設定の完全新作タイトル。
『ダウンタウン熱血物語』シリーズに似た雰囲気を持つゲームだが、『たけしの挑戦状』や『ファイナルファイト』などの作品に似た要素もいくつか取り入れられている。全4ステージ。
ゲーム会社「アリコット」に勤める主人公・ヤッタローが、改造ICチップでゲーム業界を牛耳ろうとしているライバル会社「メガビット社」の陰謀を阻止するために戦いに挑む。
ゲーム内では番組のスタッフをモチーフにした敵キャラクターも登場しており、菅プロデューサーがボスとして登場するほか、歴代ADが全員登場する。
基本的にはコンボや必殺技を駆使して敵を倒していく内容。「炎魂」というアイテムを3つ拾うことで、一定時間パワーアップできる「バーニング」を発動可能。商店街エリアにある「喫茶店」で飲み物を注文するとコマンド入力技を覚えることがある。また、独自の要素として「名刺交換」というシステムがある。敵の隙を突いて、指定されたコマンドをタイミングよく入力することで、その敵との名刺交換が成立する。集めた名刺の枚数に応じてヤッタローの役職が昇進し、体力の上限が増えていく。ボスキャラクターとも名刺交換は可能だが、こちらはある程度体力を減らさないとコマンドに応じてくれない。
マルチエンディング方式が採用されており、ゲーム内の行動によってクリア後の結末が変化する（全10種）。
実は本編でも、ゲーム内の雑誌「ゲームファンマガジン」にて「炎の格闘生徒会長 ヤッタロー」というゲームが名前だけ登場している。
裏技
残機数99でスタート：タイトル画面でとあるコマンドを入力。
炎魂を3つチャージ：ポーズ画面でとあるコマンドを入力（1機につき1回のみ）。

### おすそわけ2人プレイ
以下の2タイトルは、コントローラーを2つ用意して、オフラインでの2人同時プレイが可能。
ガンデュエル（2P協力プレイ）
2 PLAYERSモード固定。1Pは赤い自機、2Pは青い自機を操作する。
概ね『2』本編と同一の仕様だが、裏技は使用不可。
トリオトスDX（2P対戦プレイ）
VS.2Pモード固定。1Pは左側のフィールド、2Pは右側のフィールドとなる。
仕様は『2』本編と同様。

## ランキングチャレンジ
このモードではオンラインランキングで全国のプレイヤーとハイスコアを競うことができる。
ここでプレイするゲームは『1』と『2』から厳選された、以下の7タイトルが対応している。初期状態では選択できず、本編のストーリーモードで、対応したゲームの挑戦状を全てクリアすると解放されていく。
また、本編でプレイするものとは下記のような相違点があり、コンティニューは全ゲーム共通で使用不可。
コズミックゲート Online Score Attack Ver.
裏技は使用不可。それ以外の仕様は『1』本編のゲーコン版と同一の内容。
ラリーキング ONLINE TIME TRIAL
『1』からの選出だが、仕様は『ラリーキングex』と同一。1500ccクラス固定。
有野ゴーストカーの裏技は使用不可。
スタープリンス Online Score Attack Ver.
『1』からの選出だが、仕様は『スタープリンスSA』と同一。5分モード固定。
裏ステージの裏技は使用不可。
ウィズマン Online Score Attack Ver.
5分の制限時間がある。ステージセレクトの裏技は使用不可。
それ以外の仕様は『2』本編と同一の内容。
ガンデュエル Online Score Attack Ver.
5分の制限時間がある。1 PLAYERモード固定。裏技は使用不可。
それ以外の仕様は『2』本編と同一の内容。
トリオトス Online Score Attack Ver.
ENDLESSモード固定。スタート時はモードセレクトを経由せず、そのままプレイ画面へ移行する。
それ以外の仕様は『2』本編のゲーコンミニ版と同一の内容。
くぐれ!ギリジャンMAX Online Score Attack Ver.
『2』の『ゲートレツール』でプレイできるものと同一の内容。

## 特典
早期購入特典
「有野課長オリジナル名刺 バンダイナムコエンターテインメントVer.」。
限定版特典・スペシャルDVD
有野の挑戦 - 美味しんぼ 究極のメニュー三本勝負/パックランド
録り下ろし映像 - 有野の挑戦・特別編『キン肉マン キン肉星王位争奪戦』
おまけ映像 - 『ゲーム化計画 名場面集』